# Dąbrówka (powiat lubaczowski)
Dąbrówka – wieś w Polsce, położona w województwie podkarpackim, w powiecie lubaczowskim, w gminie Cieszanów.
Do 31 grudnia 2023 Dąbrówka była administracyjnie przysiółkiem wsi Gorajec.
W II Rzeczypospolitej Dąbrówka była wsią sołecką w powiecie lubaczowskim województwa lwowskiego. W nocy z 22 na 23 grudnia 1943 nacjonaliści ukraińscy z OUN-UPA zamordowali tutaj 13 Polaków.
W latach 1975–1998 przysiółek należał administracyjnie do województwa przemyskiego.
Wierni Kościoła rzymskokatolickiego należą do parafii Parafia św. Wojciecha w Cieszanowie.